# برای (آلمان)
برای (به آلمانی: Brey) یک شهر در آلمان است که در ماین-کبلنتس واقع شده‌است. برای ۱٬۶۲۲ نفر جمعیت دارد.